# YouTube Creator Awards
Los YouTube Creator Awards (en español: Premios para creadores de YouTube), comúnmente conocidos como botones de YouTube o placas de YouTube, forman parte de las recompensas para la comunidad de creadores de la plataforma de videos YouTube, con base en su cantidad de suscriptores. Cada canal es revisado antes de la entrega de los premios para asegurarse que este cumpla los lineamientos de la comunidad de YouTube. La plataforma además tiene el derecho de rehusarse a entregar una placa, en su mayoría de casos ha sido a canales específicos con contenido político o de horror, así como a varios críticos.Son premios que se otorgan a los mejores creando contenido.

## Beneficios
Estos niveles no incluyen premios físicos de anuncios, sino que ofrecen beneficios alternativos:[cita requerida]
1. Grafito: Para canales que tienen menos de 1.000 suscriptores.[cita requerida]
2. Opal: Para canales que alcanzan los 1.000 suscriptores. Es además uno de los tres requisitos para solicitar la monetización al Programa de Socios de YouTube.[5] También al alcanzar está cifra se activa la pestaña de Comunidad al creador.
3. Bronce: Para canales que alcanzan los 10.000 suscriptores. Si un canal se monetiza, este nivel agrega una opción de monetización de Teespring.[6]

## Reconocimientos

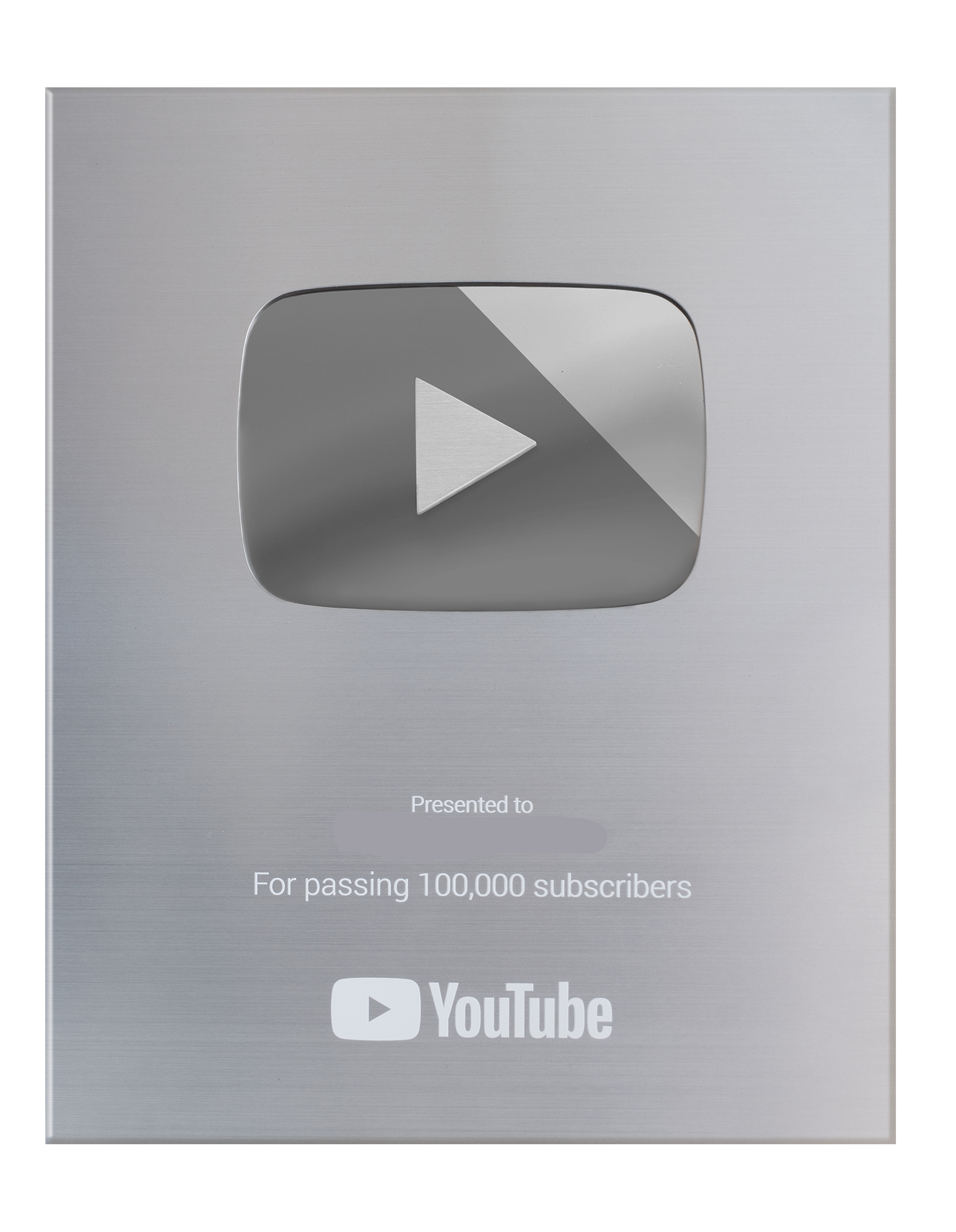
Ejemplo del Silver Play Button (Botón de Plata)

Son otorgados únicamente a canales de YouTube verificados.
 Silver Play Button (plata): Es otorgado a aquellos canales que alcanzan los 100,000 (cien mil) suscriptores. La versión vieja estuvo hecha de una aleación de níquel y cuproníquel.
 Gold Play Button (oro): Es otorgado a aquellos canales que alcanzan la cantidad de 1,000,000 (un millón) de suscriptores. Está hecho de latón bañado en oro.
 Diamond Play Button (diamante): Es otorgado a canales que alcanzan los 10,000,000 (diez millones) de suscriptores. Está hecho de metal bañado en plata con una pieza grande de cristal con la forma del triángulo del logotipo de YouTube.
 Custom Play Button (personalizado): Ha sido otorgado a varios canales por superar los 50,000,000 (cincuenta millones) de suscriptores y posteriormente también a varios canales por superar los 20,000,000 (veinte millones) y por los 200,000,000 (doscientos millones). El 18 de diciembre de 2016, PewDiePie fue el primer youtuber en recibir este reconocimiento.
- Existen alrededor de 80 canales con el reconocimiento de los cincuenta millones ,[9] solo han confirmado recibirlo PewDiePie, T-Series, Canal Kondzilla, Blackpink, Pinkfong, Aaj Tak, ChuChu TV, JuegaGerman, Fede Vigevani, Yolo Aventuras, KL BRO Biju Rithvik y Jess No Limit. Los canales MrBeast, Dude Perfect y LUCCAS NETO recibieron botones fanmade.
- America's Got Talent, Britain's Got Talent, Marvel Entertainment y National Geographic son los únicos canales que han recibido el botón por superar los veinte millones.
- T-Series y MrBeast son los únicos canales con más de doscientos millones de suscriptores y ambos han recibido el reconocimiento.

 Red Diamond Play Button (diamante rojo): Es otorgado a canales que alcancen los 100,000,000 (cien millones) de suscriptores. Consiste en el mismo diseño del Diamond Play Button con el doble de tamaño, ademas de que el cristal es modificado a un color rojizo. T-Series fue el primer canal en obtener este reconocimiento el 29 de mayo de 2019. Existen por el momento 14 canales con este reconocimiento:
1. T-Series (29 de mayo de 2019)
2. PewDiePie (25 de agosto de 2019)[13]
3. Cocomelon (12 de diciembre de 2020)
4. SET India (28 de marzo de 2021)
5. MrBeast (28 de julio de 2022)
6. Kids Diana Show (16 de agosto de 2022)
7. Like Nastya (25 de agosto de 2022)
8. Vlad and Niki (13 de agosto de 2023)
9. Zee Music Company (24 de septiembre de 2023)
10. WWE (6 de marzo de 2024)
11. Goldmines (20 de septiembre de 2024)
12. Stokes Twins (1 de diciembre de 2024)
13. Sony SAB (17 de marzo de 2025)
14. 김프로KIMPRO (16 de abril de 2025)

 Amber Play Button (ámbar o diamante amarillo): Es otorgado a canales que alcancen los 200,000,000 (doscientos millones) de suscriptores. Tiene el mismo diseño que el Red Diamond Play Button, la diferencia es el tamaño un poco más grande que el mencionado y el color del cristal modificado a ámbar. Es uno de las dos recompensas por alcanzar el hito, junto con el Custom Play Button de los doscientos millones. MrBeast fue el primer y único en obtener este reconocimiento; se espera que T-Series también lo reciba pronto.
 Malachite Play Button (malaquita o diamante verde): Es otorgado a canales que alcancen los 300,000,000 (trescientos millones) de suscriptores. Consiste en el mismo diseño y tamaño que el Amber Play Button, con color del cristal modificado a verde. MrBeast fue el primero en obtener este reconocimiento. En la actualidad solo existen 2 canales con esta distinción: MrBeast y T-Series.
 Diamond Blue Play Button (diamante azul): Es otorgado a canales que alcanzan los 400,000,000 (cuatrocientos millones) de suscriptores. Está compuesto de metal bañado en plata con una pieza grande de cristal color azul con la forma del triángulo del logotipo de YouTube, con el tamaño similar al Malachite Play Button pero modificando el color del cristal ya mencionado. MrBeast ha sido el primer y único canal de YouTube que a recibido este reconocimiento.